# Hyalinobatrachium duranti
Espèce
Synonymes
- Centrolenella duranti Rivero, 1985
- Centrolenella loreocarinata Rivero, 1985
- Centrolenella pleurolineata Rivero, 1985
- Centrolenella ostracodermoides Rivero, 1985

Statut de conservation UICN

 DD  : Données insuffisantes
Hyalinobatrachium duranti est une espèce d'amphibiens de la famille des Centrolenidae.

## Répartition
Cette espèce est endémique de l'État de Mérida au Venezuela. Elle se rencontre de 1 800 à 2 400 m d'altitude dans la cordillère de Mérida.

## Étymologie
Cette espèce est nommée en l'honneur de Pedro Durant.

## Publication originale
- Rivero, 1985 : Nuevos centrolenidos de Colombia y Venezuela. Brenesia, vol. 23, p. 335-373.